# Adolfo Quilico
Adolfo Quilico (Milano, 12 novembre 1902 – Milano, 11 dicembre 1982) è stato un chimico italiano.

## Biografia
Adolfo Quilico si laurea nel 1925 in Ingegneria chimica al Politecnico di Milano, allievo di Angelo Angeli. 
Dopo la laurea nel laboratorio del Politecnico collabora con Giuseppe Bruni e Giulio Natta. Nel 1929 consegue la libera docenza in Chimica organica.
In contatto con Angelo Angeli, nel 1930, scopre un nuovo metodo per la sintesi dei “neri di pirrolo” e nel 1931, dopo la morte di Angeli, determina la struttura del pirrolo. 

I suoi principali lavori vertono sulla chimica degli isoazoli. Altri suoi studi hanno sviluppato la chimica degli eterocicli e quella dei composti naturali (ad esempio gli studi sull'aspergillina); in buona sostanza Quilico può essere ritenuto il fondatore, in Italia, della Chimica delle sostanze naturali.
Nel 1936 vince il concorso per professore straordinario presso l'Università degli Studi di Cagliari e l'anno seguente viene trasferito all'Università degli Studi di Firenze, dove rimane fino al 1943, e si fa conoscere soprattutto per gli studi sui diazocomposti e sull'azione dell'acido nitroso sui composti insaturi.
Nel 1943, lasciata Firenze, fa ritorno a Milano dove è docente di Chimica generale al Politecnico di Milano.
Per i suoi meriti scientifici è stato socio dell'Accademia Nazionale delle Scienze detta dei XL e dell'Accademia Nazionale dei Lincei.